# Taenia crassiceps
Taenia crassiceps ist ein Vertreter der Echten Bandwürmer. Endwirte sind Füchse und Kojoten, selten Hunde und sehr selten Katzen.
Als Zwischenwirte dienen Nagetiere und Hasenartige. Das Finnenstadium (Cysticercus longicollis) vermehrt sich in den inneren Organen des Zwischenwirts durch äußere Sprossung asexuell. Cysticercus longicollis kann auch bei immunsupprimierten Menschen auftreten. Auch bei Katzen wurden Finnenstadien im Gehirn mit zentralnervösen Erscheinungen beobachtet.